# Dufourea spinifera
Dufourea spinifera är en biart som först beskrevs av Henry Lorenz Viereck 1904.  Dufourea spinifera ingår i släktet solbin, och familjen vägbin. Inga underarter finns listade i Catalogue of Life.